# Draeculacephala floridana
Draeculacephala floridana är en insektsart som beskrevs av Ball 1901. Draeculacephala floridana ingår i släktet Draeculacephala och familjen dvärgstritar. Inga underarter finns listade i Catalogue of Life.